# Ludwig Norman-Neruda
Ludwig Norman-Neruda, mer sällan Ludvig Norman-Neruda, född den 18 november 1864 i Stockholm, död den 11 september 1898 i St. Ulrich in Gröden, var en engelsk alpinist, som var den förste att bestiga vissa toppar i Bernina och Wallis. Han var son till den svenske tonsättaren och dirigenten Ludvig Norman och den mähriska violinisten Wilma Neruda.